# Murray Hill, Manhattan
Murray Hill är en stadsdel på Manhattan i New York som sträcker sig söderut från 42nd Street till stadsdelen Gramercy vid 29th Street. Den västra gränsen går vid Fifth Avenue och den östra vid Second Avenue.
Under 1900-talet har det här varit ett ganska tyst område med rimliga priser och många äldre boende.[källa behövs] Sedan 1990 har dock många New Yorkare i tjugo- och trettioårsåldern flyttat in i området. De många barer och restauranger längst Third Avenue sägs vara en orsak. Under 2000-talet sköt priserna i höjden med ökningar med så mycket som 500 procent på tio år.[källa behövs]